# Лоун Пајн (Калифорнија)
Лоун Пајн (енгл. Lone Pine) насељено је место без административног статуса у америчкој савезној држави Калифорнија.

## Демографија
По попису из 2010. године број становника је 2.035, што је 380 (23,0%) становника више него 2000. године.
| Група             | 2000.         | 2010.         |
| Белци             | 1.125 (68,0%) | 1.087 (53,4%) |
| Афроамериканци    | 1 (0,1%)      | 6 (0,3%)      |
| Азијати           | 16 (1,0%)     | 17 (0,8%)     |
| Хиспаноамериканци | 444 (26,8%)   | 694 (34,1%)   |
| Укупно            | 1.655         | 2.035         |